# Россия (гостиница, Санкт-Петербург)
«Росси́я» — трёхзвёздочная гостиница Санкт-Петербурга. Её десятиэтажное здание имеет общую площадь 3244 м² и располагает 410 номерами (одноместные, двухместные, полулюксы, люксы и апартаменты), рассчитанными на одновременный приём 700 гостей. Находится под руководством Управляющей компании Туррис.
Расположена на площади Чернышевского, в пешеходной доступности станции метро Парк Победы. Гостиница замыкает ансамбль площади Чернышевского, в середине которой установлена одноимённая скульптура.
Гостиница обладает залами для проведения конференций и совещаний. Так, например, в 2005, 2006, 2008 и 2010 годах там проводился международный семинар «Fundamentals of electronic nanosystems».

## История
Гостиница «Россия» построена в 1962 году в Ленинграде (архитекторы Борис Николаевич Журавлёв, Пётр Артемьевич Арешев, Виктория Эммануиловна Струзман, инженер Николай Иванович Дюбов) в ходе застройки Московского проспекта возглавляемой Журавлёвым архитектурно-планировочной мастерской № 6 института «Ленпроект».
В 2000 году была отремонтирована, получила трёхзвёздочный статус и стала частью проекта Best Eastern Hotels.

## Интересные факты
- Гостиница «Россия» снималась на телевизионные и кино-камеры в 2002 году. В 2002 году снимали рекламу «Янтарный берег».
- «Янтарный берег» — жилой комплекс на Варшавской улице, построенный строительной компании «ЛЭК». Находится у гостиницы «Россия».